# Devine
Devine – miasto w Stanach Zjednoczonych, w stanie Teksas, w hrabstwie Medina.